# Somewhere in My Car
Somewhere in My Car è un brano musicale registrato dal cantautore australiano Keith Urban e pubblicato il 23 giugno 2014 come quarto singolo del suo ottavo album in studio Fuse.

## Contenuto
Nella canzone il narratore ricorda la sua relazione, conclusa, e desidera di essere con la sua ex "da qualche parte nella [sua] auto"

## Video
Il video è stato diretto da John Urbano e distribuito nel settembre 2014

## Classifiche
| Classifica            | Posizione massima |
| --------------------- | ----------------- |
| Canada                | 32                |
| Stati Uniti           | 49                |
| Stati Uniti (Country) | 1                 |